# Lars Krogh Jeppesen

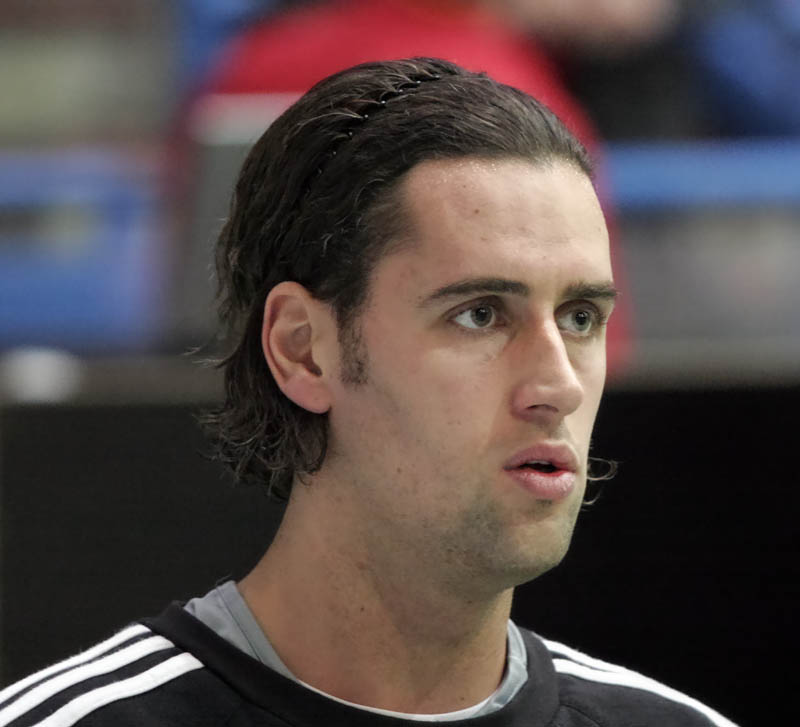
Lars Krogh Jeppesen i THW Kiel, 2006.

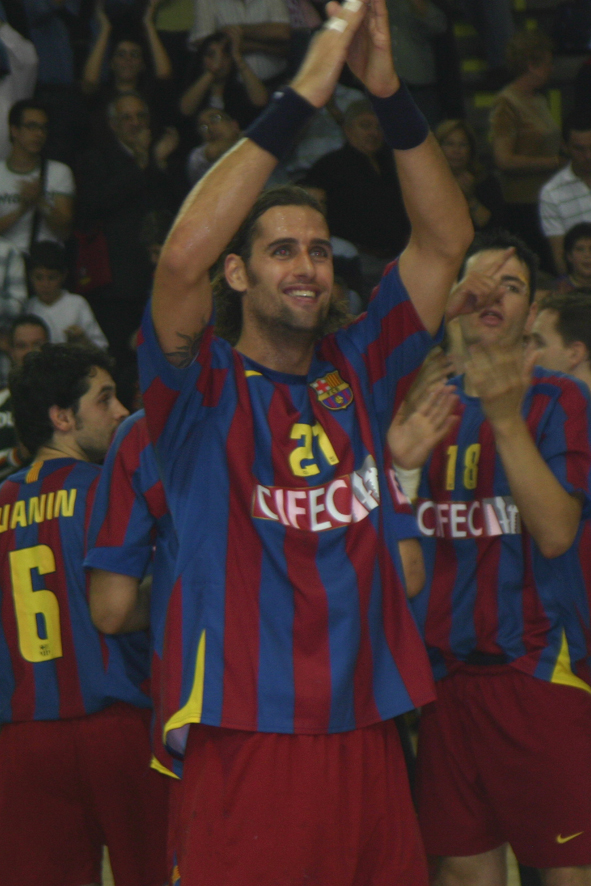
Lars Krogh Jeppesen i FC Barcelona, 2005.

Lars Krogh Jeppesen, född 5 mars 1979 i Hvidovre, är en dansk tidigare handbollsspelare. Han är högerhänt och spelade i anfall oftast som vänsternia. Han spelade 135 landskamper och gjorde 384 mål för Danmarks landslag.

## Klubblag
- Avedore IF (1987–1997)
- Team Helsinge Håndbold (1997–2001)
- SG Flensburg-Handewitt (2001–2004)
- FC Barcelona (2004–2006)
- THW Kiel (2006–2007)
- Bjerringbro-Silkeborg (2007–2010)
- KIF Kolding (2010–2011)
- HC Fyn (2011–2012)
- KIF Kolding (2013–2014)

## Meriter

### Klubblag
SG Flensburg-Handewitt
- Tysk mästare 2004
- Tysk cupmästare: 2003, 2004
- Cupvinnarcupmästare: 2001

FC Barcelona
- Spansk mästare: 2006
- Champions League-mästare: 2005

THW Kiel
- Tysk mästare 2007
- Tysk cupmästare 2007
- Champions League-mästare 2007

### Landslaget
Ungdomslandslag
- U20-EM 1998: Guld
- U21-VM 1999: Guld

A-landslaget
- EM 2002: Brons
- EM 2004: Brons
- EM 2008: Guld

### Individuella utmärkelser
- U20-EM 1998: Turneringens mest värdefulla spelare
- "Säsongens spelare" i Handball-Bundesliga: 2003/2004